# Paddock Wood
Paddock Wood è un paese di 8 263 abitanti della contea del Kent, in Inghilterra.